# カスタリア
カスタリア（古希: Κασταλία, Kastalia, ラテン語: Castalia）は、ギリシア神話のニュムペーである。アポローンの求愛を拒んでパルナッソス山の麓にあったデルポイの泉に入水した。カスタリアは彼女の泉の水を飲んだ者や、その静かな水音を聞いた者に詩文の才能を宿らせるナーイアスとされる。その聖なる水はデルポイの神殿を清めるのにも用いられた。アポローンはカスタリアをムーサたちに捧げた。
20世紀のドイツの作家ヘルマン・ヘッセは、1943年の絶筆『ガラス玉演戯』の舞台となる架空の州を「カスターリエン」と名付けた。